# غوابو
غوابو (بالإنجليزية: Goibo)‏ هي بلدية تقع في الصين في Markam County. يقدر عدد سكانها بـ
- نسمة .